# Herb Nauru
Projekt herbu Nauru powstał w 1968, po ogłoszeniu niepodległości przez republikę, a oficjalnie zaczęto go używać we wczesnych latach siedemdziesiątych XX wieku.
Głównym elementem herbu jest tarcza heraldyczna, podzielona na trzy części, spośród których w górnej znajduje się alchemiczny symbol fosforu, przedstawiony na złotym tle. W prawej dolnej części tarczy jest przedstawiony wizerunek siedzącego czarnego ptaka z rzędu fregatowatych. Lewa dolna część tarczy jest niebieska i znajduje się na niej gałąź gumiaka. Tarcza jest otoczona liśćmi palmy kokosowej. 
Ponad tarczą umieszczona jest biała, dwunastoramienna gwiazda, taka sama jak na fladze Nauru, nawiązująca do 12 plemion, zamieszkujących niegdyś wyspę. Ponad nią znajduje się wstęga z nazwą kraju w języku nauru - Naoero. W dolne części herbu umieszczona jest kolejna wstęga, zawierająca zapisaną po angielsku dewizę kraju - God's Will First. 

## Symbolika
Tarcza symbolizuje pochodzenie rdzennych mieszkańców Nauru, ptaki fregatowate faunę tam występującą; symbol chemiczny fosforu - górnictwo fosforytów.